# Processo a me stessa
Processo a me stessa è un singolo della cantante italiana Anna Oxa, pubblicato in 2006 come un promo CD singolo e poi in 7 aprile 2023 digitalmente dalla Oxarte.

## Descrizione
Il brano, il cui testo è stato scritto da Pasquale Panella, fu presentato per la prima volta al Festival di Sanremo 2006, dove fu accolto da critiche molto negative e poi eliminato dalla gara.
Il brano è contenuto nell'album La musica è niente se tu non hai vissuto, pubblicato nel 2006.
Successivamente, nel 2023, è stato pubblicato prima come brano del singolo Tre e poi indipendentemente come singolo.

## Tracce
CD singolo
1. Processo a me stessa – 4:43